# Lautaro Acosta
Lautaro Germán Acosta (Glew, 1988. március 14. –) argentin labdarúgó, jelenleg a Sevilla FC játékosa. Támadó középpályást vagy csatárt játszik.